# Enicospilus mysticus
Enicospilus mysticus là một loài tò vò trong họ Ichneumonidae.